# Pronous tuberculifer
Pronous tuberculifer är en spindelart som beskrevs av Eugen von Keyserling 1881. Pronous tuberculifer ingår i släktet Pronous och familjen hjulspindlar. Inga underarter finns listade i Catalogue of Life.